# أحمد جمال (لاعب كريكت)
أحمد جمال (3 سبتمبر 1988 في باكستان - ) هو لاعب كريكت باكستاني.

## وصلات خارجية
- أحمد جمال على موقع إي آس بي آن كريك إنفو (الإنجليزية)